# 노을길
노을길은 충청남도 태안군에 속한, 한국에서 6번째 섬이자 서해의 대표적인 섬인 안면도에 있는 해변길 중 5코스다.
해변길은 기존의 다양한 국립공원 탐방 인프라 구축과 더불어 해안형 국립공원의 새로운 탐방문화 필요성이 대두됨에 따라 태안지역 해안가와 마을길, 샛길과 방제도롤 이어 만든 길이다. 현재 바라길1, 바라길2, 솔모랫길, 노을길, 샛별바람길이 있으며, 샛별바람길을 제외하고는 전부 개통되었다.
전체 길이는 120km이고 노을길은 그 중 5번째 코스, 12.1Km 구간이다. 백사장항부터 꽃지해수욕장까지 이어지는 길이다.

## 코스 특징
백사장항에서 시작되는 노을길은, 세개의 봉우리가 인상적인 삼봉해변에 도착하게 된다. 다음으로해송이 빽빽하게 들어찬 곰솔림을 지나게 되고, 해안 동식물의 보고인 기지포 해안사구에서부터 천연기념물 138호인 방포 모감주나무 군락지와 꽃지 할미할아비 바위까지 생태적, 역사문화적 가치가 있는 명소들을 지나게 되는 안면도의 관광명소이다.

## 주요지점 소개
- 백사장항

옥석같이 고운 흰모래밭이라 불리던 백사장은 우리나라 최대 자연산 대하집산지.
- 삼봉

곰솔림이 조성되어 사색을 즐기며 삼림욕을 즐길 수 있는 곳.
- 두여전망대

두여전망대에서 볼 수 있는 두여 해안습곡은 지하 깊은 곳의 압력으로 변성 및 변형작용을 받아 습곡 및 단층이 이루어진 후 지각이 풍화, 침식되면서 서서히 융기되어 지금과 같은 지형이 형성된 곳.
- 밧개

암반갯벌로 이루어진 밧개해변에는 밀물 때 들어온 물고기가 썰물 때 독살안에 같혀 나가지 못하는 원리를 이용한 전통적인 어로방식인 독살이 잘 보존된 곳.
- 두에기

두에기 촛대바위는 해식작용에 의해 형성된 바위.
- 방포항

‘젓개’라 불리던 방포항에는 천연기념물 138호로 지정된 모감주나무군락가 위치해있어 학술적 연구가치가 큰 곳.
- 꽃지

서해의 3대 낙조장소로 꼽히는 할미할아비바위가 위치한 곳.

## 같이 보기
- 안면도